# Melocosa gertschi
Melocosa gertschi är en spindelart som beskrevs av Cândido Firmino de Mello-Leitão 1947. 
Melocosa gertschi ingår i släktet Melocosa och familjen vargspindlar. Inga underarter finns listade i Catalogue of Life.